# Слабомеж (Куявсько-Поморське воєводство)
Слабомеж (пол. Słabomierz, нім. Rosenfelde) — село в Польщі, у гміні Жнін Жнінського повіту Куявсько-Поморського воєводства.
Населення — 141 особа (2011).
У 1975-1998 роках село належало до Бидгощського воєводства.

## Демографія
Демографічна структура станом на 31 березня 2011 року:
|          | Загалом | Допрацездатний вік | Працездатний вік | Постпрацездатний вік |
| -------- | ------- | ------------------ | ---------------- | -------------------- |
| Чоловіки | 71      | 15                 | 48               | 8                    |
| Жінки    | 70      | 17                 | 37               | 16                   |
| Разом    | 141     | 32                 | 85               | 24                   |